# Анрі Антуан Жак

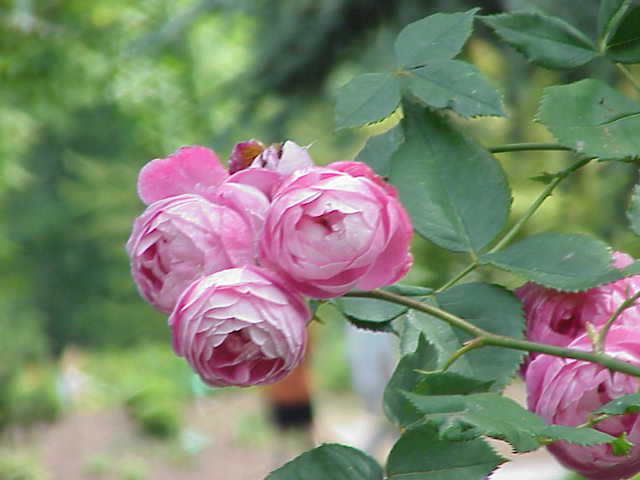
Троянда класу Бурбон, сорт 'Reine Victoria'

Анрі Антуан Жак (фр. Henri Antoine Jacques, 1782 — 1866) — французький ботанік та садівник.

## Біографія
Анрі Антуан Жак народився у 1782 році у родині садівників.
Після роботи на різних посадах він у 1818 році став  головним садівником герцога Орлеанського Луї-Філіпа I, згодом короля Франції.
Жак був творцем багатьох сортів троянд, в тому числі троянди Бурбон, а також інших класів троянд, деякі з яких до цих пір культивуються, наприклад 'Félicité et Perpétue' (1828).
Він був одним з членів-засновників «Société horticole de Paris», створеного 11 червня 1827 року, у 1885 році перейменовано на Société nationale d'horticulture de France (SNHF). Жак був також редактором журналу «Annales de Flore et de Pomone».
Анрі Антуан Жак помер у 1866 році.

## Наукова діяльність
Анрі Антуан Жак спеціалізувався на насіннєвих рослинах.

## Наукові праці
- Manuel général des plantes, arbres et arbustes, ou flore des jardins de l'Europe, éd. Dusacq, Librairie agricole de la maison rustique, Paris, 1846.